# Stanisław Stojanow
Stanisław Dobrinow Stojanow, bułg. Станислав Добринов Стоянов (ur. 5 kwietnia 1981 w Warnie) – bułgarski polityk i analityk biznesowy, poseł do Zgromadzenia Narodowego, poseł do Parlamentu Europejskiego X kadencji.

## Życiorys
Ukończył lingwistykę stosowaną (ze specjalnością w zakresie języka francuskiego i hiszpańskiego) na Uniwersytecie Wielkotyrnowskim im. Świętych Cyryla i Metodego. Uzyskał magisterium z integracji europejskiej na macierzystej uczelni, a także z europejskiej administracji publicznej na Uniwersytecie w Liège. Podjął pracę w zawodzie analityka biznesowego. W 2014 znalazł się wśród założycieli nacjonalistycznej partii Odrodzenie. W wyborach z października 2022 po raz pierwszy uzyskał mandat deputowanego do Zgromadzenia Narodowego. Z powodzeniem ubiegał się o reelekcję w kwietniu 2023. W 2024 został natomiast wybrany do Europarlamentu X kadencji.
W styczniu 2025 został przewodniczącym europejskiej partii politycznej pod nazwą Europa Suwerennych Narodów.